# Tillandsien
Die Pflanzengattung Tillandsia, eingedeutscht Tillandsien genannt, ist mit über 550 Arten die artenreichste in der Familie der Bromeliengewächse (Bromeliaceae) oder kurz Bromelien genannt. Diese rein neotropische Gattung ist von den südlichen USA bis fast zur Südspitze Südamerikas verbreitet. Die Arten haben sich an die unterschiedlichsten Lebensräume angepasst. Tillandsien sind CAM-Pflanzen, öffnen ihre Spaltöffnungen also nachts, um Kohlenstoffdioxid aufzunehmen.

## Beschreibung

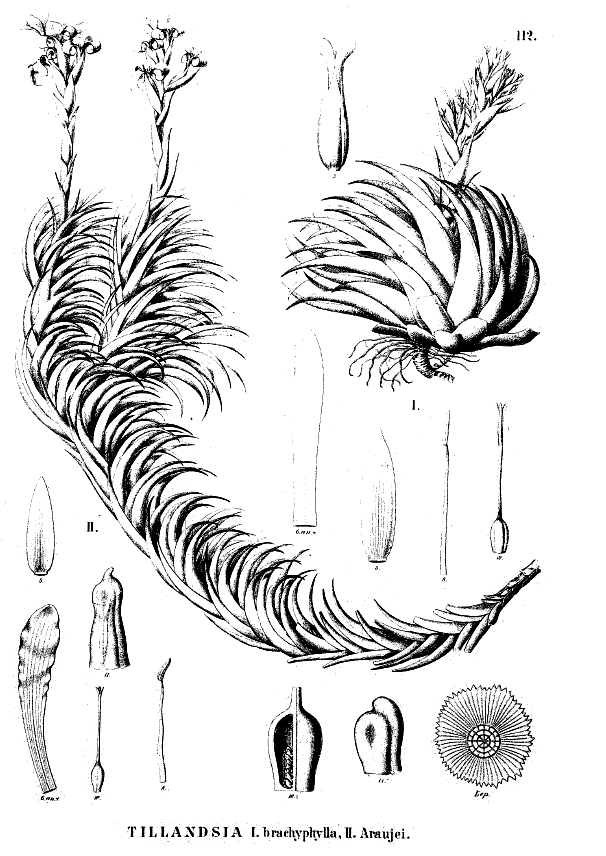
Illustration von Tillandsia araujei; sie bildet im Laufe der Jahre ein mehr oder weniger langes „Stämmchen“ aus.

### Vegetative Merkmale
Tillandsien-Arten sind ausdauernde krautige Pflanzen. Ein Teil der Arten wächst, wie die Mehrzahl der Bromeliengewächse, als Trichterbromelien, deren Sprossachse gestaucht ist. Die Laubblätter stehen dann dicht in Rosetten zusammen, dabei überdecken sich die unteren Bereiche der Blätter, so dass ein Trichter zum Sammeln von Wasser entsteht. Bei einem anderen Teil der Arten sind die Sprossachsen auch gestaucht, aber es werden keine Sammeltrichter gebildet. Es gibt auch Arten, bei denen die Sprossachsen nicht gestaucht sind, diese Arten bilden „Stämmchen“ (caulescent), sie besitzen also mehr oder weniger lange Stängel, an denen die Laubblätter wechselständig verteilt stehen. Ein Extrem dieser verlängerten Sprossachsen liegt bei Tillandsia usneoides vor. Die parallelnervigen Laubblätter sind sehr unterschiedlich groß und geformt.

### Generative Merkmale
Die oft leuchtend bunten Hochblätter der Blütenstände sind bei vielen Arten lange haltbar. Die Blütenstände können unverzweigt oder verzweigt sein. Die zwittrigen Blüten sind dreizählig mit doppelter Blütenhülle. Die drei freien Kelchblätter sind symmetrisch und spitz.
Es werden Kapselfrüchte gebildet. Die Samen besitzen einen „Fallschirm“ ähnlich wie bei der Pusteblume.

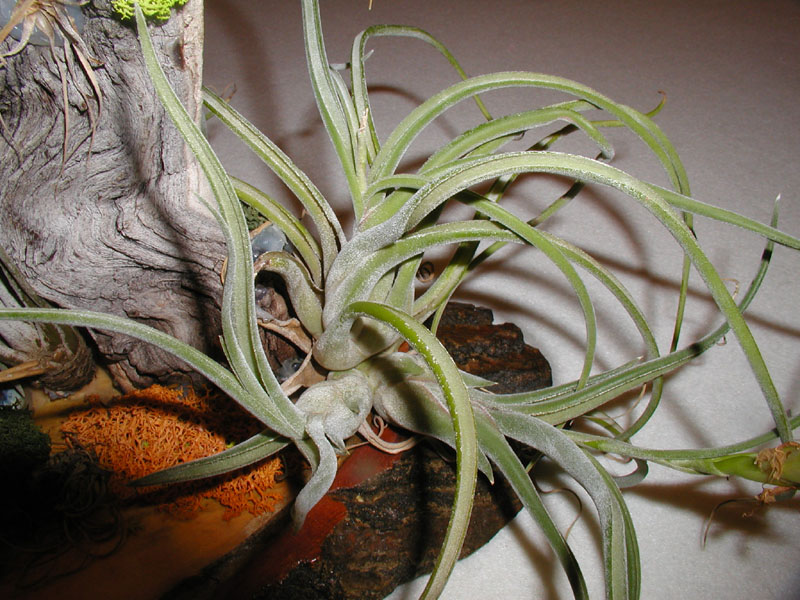
Die Ameisenpflanze Tillandsia caput-medusae, in Kultur

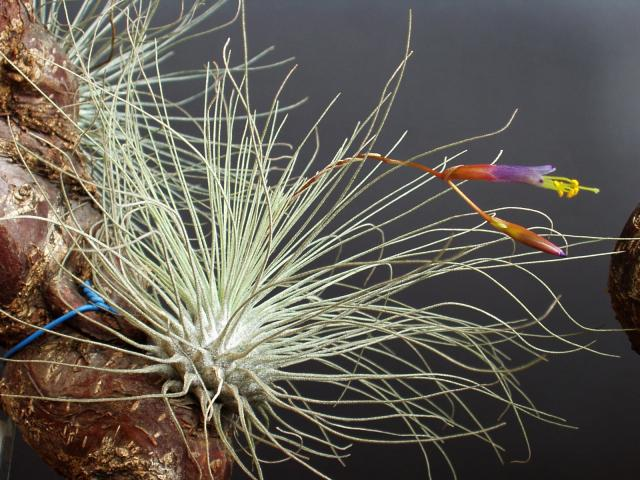
Tillandsia fuchsii var. fuchsii f. gracilis W.Till 1990, in Kultur

### Besonderheiten des Habitus mancher Arten
Einige Tillandsia-Arten sind Ameisenpflanzen (Myrmecophyten). Sie bewirten Völker darauf spezialisierter Ameisenarten. Die Anpassung der Tillandsia-Arten an diese Lebensgemeinschaft ist unterschiedlich stark ausgeprägt. Es sind meistens Arten mit bulboser Basis, d. h. die Laubblätter stehen bei diesen Arten sehr dicht zusammen und bilden eine Art Flasche, die sogenannte „Scheinzwiebel“. Einzelne Kammern, die dabei entstehen, bleiben das ganze Jahr über trocken. In diese Kammern bauen die Ameisen ihr Nest und wehren im Gegenzug Fressfeinde der Wirtspflanze ab. Es wird auch vermutet, dass ein zusätzlicher Vorteil für die Tillandsien eine Düngung durch den Ameisenkot ist. Beispiele hierfür sind Tillandsia caput-medusae, Tillandsia seleriana, Tillandsia streptophylla und Tillandsia bulbosa.
Einige Tillandsia-Arten bilden Zwiebeln aus. Die Blattbasis ist stark verdickt und dient zur Speicherung von Wasser. Durch die epiphytische Lebensweise der Pflanzen ergibt sich die Besonderheit, dass diese Zwiebeln nicht im Boden liegen, sondern in der Luft an Ästen hängen. Beispiele dafür sind Tillandsia argentea, Tillandsia fuchsii, Tillandsia filifolia, Tillandsia atroviridipetala, Tillandsia plumosa.

## Lebensweise
Tillandsien leben vornehmlich epiphytisch, also auf anderen Pflanzen (hauptsächlich sind dies Bäume oder Kakteen). Es gibt aber auch Arten, die lithophytisch leben, also auf Felsen (aber auch Dächern und sogar Telefondrähten). Wenige Arten leben terrestrisch (auf dem Boden).
Tillandsien lassen sich in „grüne“ und „graue“ Arten aufteilen:

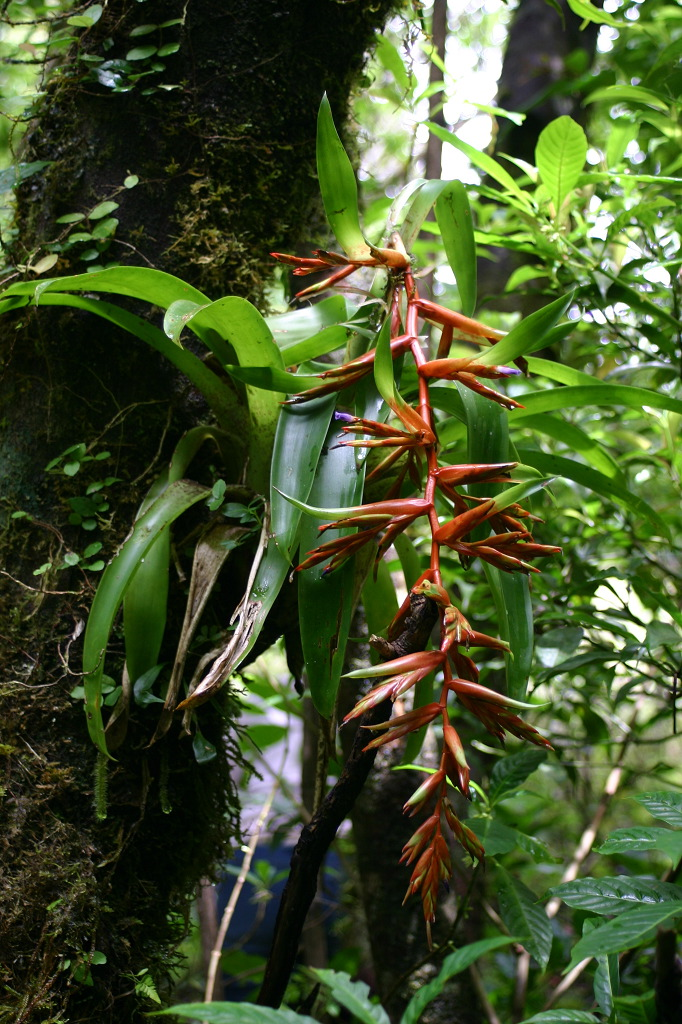
Tillandsia excelsa, eine grüne Trichterbromelie mit grünen Blättern und hängendem Blütenstand am Standort

### Grüne Tillandsien
Die grünen Arten mit ihrem Anspruch an ein kühl-feuchtes Klima leben meistens mehr im Schatten terrestrisch oder in den unteren Etagen der Wälder. Bei den grünen Arten sind kaum Saugschuppen erkennbar, mindestens im Inneren der Blatttrichter sind aber welche vorhanden.

### Graue Tillandsien
Dagegen leben fast alle grauen Tillandsienarten in niederschlagsarmen Gebieten mit hoher Luftfeuchtigkeit. Sie bevorzugen die volle Sonne und sind deshalb in den oberen Etagen der Wälder, auf Felsen oder (seltener) auf dem Boden anzutreffen. Viele der grauen Tillandsien sind Epiphyten. Einige Arten sind mehr oder weniger stark xeromorph.
Als weitgehend wurzellose Pflanzen haben sie eine ganz besondere und hochgradig spezialisierte Lebensweise. Ihr graues Aussehen resultiert daraus, dass ihre Sprossachsen und Laubblätter dicht von winzigen Saugschuppen (Trichome) bedeckt sind. Dies sind komplex gebaute Haare, die an der Außenhaut (Epidermis) der Blätter gebildet werden, aber gleich danach absterben. Die toten Zellen dieser Schuppenhaare füllen sich mit Luft, so dass Licht reflektiert wird und die Pflanzen fast weiß erscheinen. Die Pflanze ist umso weißer, je mehr (oder größere) Saugschuppen sie besitzt.
Die Funktion der Saugschuppen gleicht der von Löschpapier. Sobald sie sich mit Wasser vollgesogen haben, wird das unterhalb der Saugschuppen liegende grüne Assimilationsgewebe wieder sichtbar, die Pflanze "ergrünt". Nun kann die Pflanze mehr Licht aufnehmen. Wenn die Sonne die Pflanzen abtrocknet, werden diese wieder weiß. So dienen die Saugschuppen nicht nur der Wasseraufnahme, sondern auch als Verdunstungs- und Sonnenschutz. Durch diesen speziellen Überlebenstrick können Pflanzen auch ohne Wurzeln Nebeltröpfchen, aber auch Regenwasser, unmittelbar aufsaugen und so ihren Wasserbedarf decken. Die benötigten Mineralstoffe beziehen diese Pflanzen aus den geringen Mengen, die im herangewehten Staub enthalten sind und sich im so aufgenommenen Wasser gelöst haben. Tillandsien leben also nicht parasitisch.
Die Wurzeln dienen (bei den meisten Tillandsienarten) lediglich der Befestigung und haben daher keine Wurzelhärchen, durch die Mineralstoffe und Wasser aufgenommen würden.

## Vermehrung und Lebenszyklus

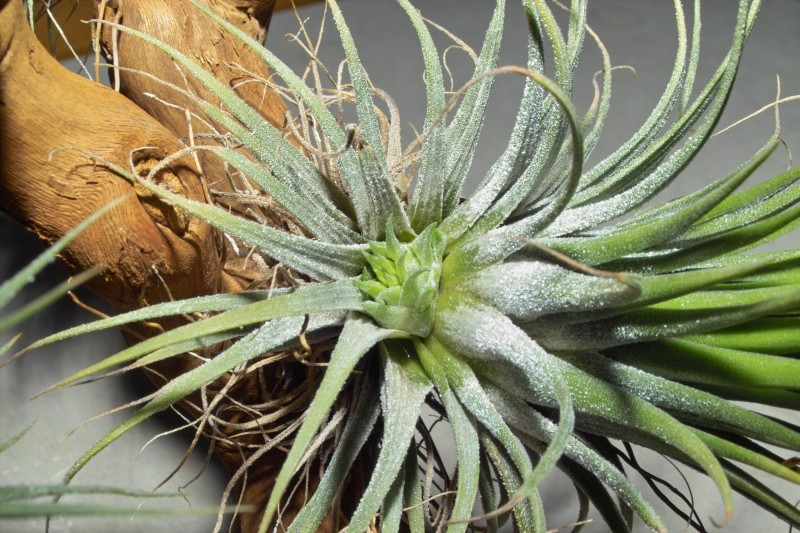
Tillandsia ionantha mit Kindel.

Tillandsien können sich – wie andere Bromelien auch – auf zweierlei Art vermehren:
- Die erste ist die „normale“ durch Bestäubung und Samenbildung. Da Tillandsien nicht selbstfertil (selbstbefruchtend) sind, muss der Pollen hierbei von einer anderen Pflanze der gleichen Art stammen. Eine Tillandsie benötigt viele Jahre, bis sie blüht. Mit der Fruchtbildung ist das Leben der einzelnen Tillandsienpflanze am Ende angelangt. Es werden noch Samen bzw. Kindel gebildet, dann geht die Mutterpflanze zugrunde.

- Die zweite Vermehrungsvariante ist die sogenannte Kindelbildung. Hierbei sprießen, häufig am Stamm der Mutterpflanze, neue Pflanzen. Dies geschieht ebenfalls meist nach der Blüte.

## Verbreitung und Habitat

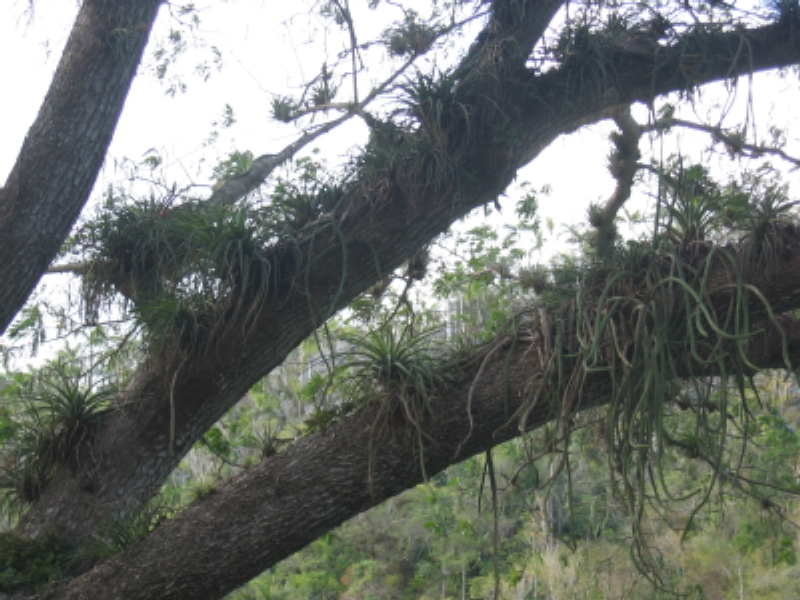
Epiphytische Tillandsia-Pflanzen

Die Tillandsien-Arten sind vom Süden der USA bis fast zur Südspitze Südamerikas verbreitet. Sie wachsen:
- fast im gesamten Verbreitungsgebiet epiphytisch auf Bäumen und Kakteen, auf Felsen, Dächern und sogar Telefondrähten,
- in weiten Teilen des Verbreitungsgebietes auch terrestrisch,
- in der heißen Sandwüste der Küste, der Atacamawüste (beispielsweise Tillandsia purpurea),
- ebenso in den feucht-heißen tropischen Regenwäldern,
- den kühlen, ebenfalls feuchten Wolken- und Nebelwäldern,
- in tief eingeschnittenen Trockentälern
- und in den Hochsteppen in Höhenlagen bis zu 4000 Meter.

## Verwendung als Zierpflanze

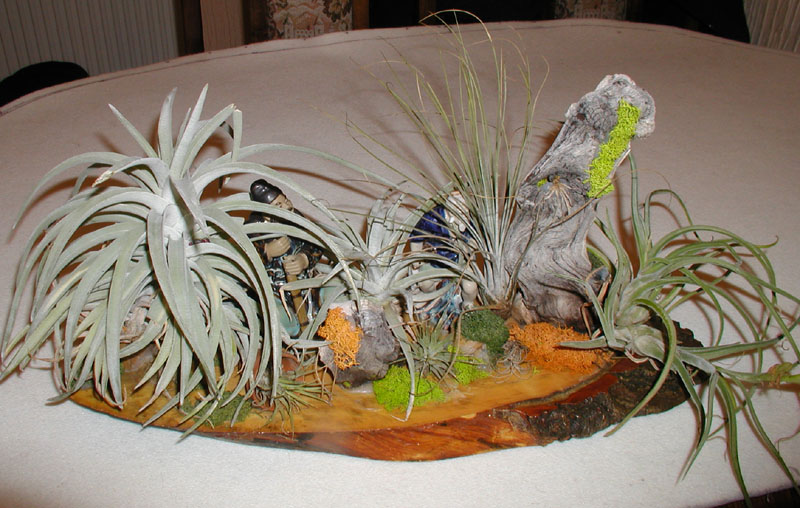
Gruppe mehrerer Tillandsien-Arten auf einer Baumscheibe, wie sie häufig in Geschäften erhältlich sind

Von epiphytischen grauen Tillandsien wird zwar gesagt, dass sie relativ anspruchslos zu pflegen seien, dennoch sollte man einige grundlegende Bedingungen beachten, die für diese Pflanzen erforderlich sind. Auch wenn sie relativ anspruchslos sind, so ist durch tägliches Besprühen ein deutlich schnelleres Wachstum zu erwarten. Bei Tillandsia usneoides wurde gezeigt, dass die täglich besprühte Kontrollgruppe gegenüber 7 Tage nicht besprühten Pflanzen nachts ein Vielfaches an Kohlenstoffdioxid aufnahm.
Bei ausreichend Licht – sie benötigen einen sonnigen Standort, sollten also direkt am Fenster stehen – und regelmäßigem Besprühen mit entkalktem Wasser oder Regenwasser können sie auch im Zimmer gedeihen. Kalkhaltiges Wasser kann die Saugschuppen verkleben.
Die Beliebtheit der Tillandsien liegt auch in ihrer bizarr anmutenden Erscheinung und ihren oft attraktiven Blütenständen. Man sieht sie häufig in Blumengeschäften oder Baumärkten mit Gartenabteilung.
Ein Problem ist allerdings, dass manche angebotene Pflanze aus Wildbeständen stammt, obwohl die Heimatländer den Export verbieten. In einigen, leicht zugänglichen Gebieten sind deshalb einige Arten schon aus der freien Natur verschwunden. Die Bemühungen gehen jedoch dahin, dass die gängigen Arten in Gärtnereien in den Ursprungsländern kultiviert werden und dann mit gültigen Ausfuhrpapieren exportiert werden. Auch in Deutschland soll es inzwischen einige Gärtnereien geben, die sich der Tillandsienanzucht widmen. Beim Kauf sollte deshalb immer auf die Kennzeichnung „aus Kultur – nicht aus Wildbeständen“ geachtet werden.

## Systematik
Die Gattung Tillandsia wurde 1753 durch Carl von Linné Species Plantarum, 1, S. 286 aufgestellt. Als Lectotypus wurde 1920 Tillandsia utriculata L. durch Nathaniel Lord Britton und Charles Frederick Millspaugh in Bahama Flora, S. 64 festgelegt. Der wissenschaftliche Gattungsname ehrt den finnischen Botaniker Elias Tillandz (1640–1693). Fernald erzählt in Gray’s Manual of Botany, 8. Auflage, 1950, S. 391, dass Tillandz auf einer Reise seekrank wurde und er deshalb den weiten Rückweg zu Fuß bewältigte. Linné wählte den Gattungsnamen, da er dachte, dass auch die Tillandsien kein Wasser vertragen. Synonyme für Tillandsia L. sind: Renealmia L., Caraguata Adanson, Bonapartea Ruiz & Pav., Acanthospora Spreng., Misandra F.Dietr., Dendropogon Raf., Buonapartea G.Don, Strepsia Nuttall ex. Steud., Allardtia A.Dietr., Anoplophytum Beer, Diaphoranthema Beer, Platystachys K.Koch, Phytarrhiza Vis., Pityrophyllum Beer, Wallisia E.Morren, Viridantha Espejo.
Die Gattung Tillandsia gehört zur Tribus Tillandsieae in der Unterfamilie Tillandsioideae innerhalb der Familie der Bromeliaceae. Ein kleiner Teil von Arten wurde in die Gattung Racinaea M.A.Spencer & L.B.Sm. ausgegliedert.

### Untergattungen
- Untergattung Allardtia
- Untergattung Anoplophytum
- Untergattung Diaphoranthema
- Untergattung Phytarrhiza
- Untergattung Pseudalcantarea C.Presl
- Untergattung Tillandsia

### Arten (Auswahl)
Eine Liste aller Arten der Gattung Tillandsia findet sich unter Systematik der Tillandsien.
Hier eine Auswahl von Tillandsien-Arten, die häufiger im Handel angeboten werden: Tillandsia aeranthos, Tillandsia araujei, Tillandsia baileyi, Tillandsia balbisiana, Tillandsia bulbosa, Tillandsia caput-medusae, Tillandsia circinnata, Tillandsia dyeriana, Tillandsia fasciculata, Tillandsia festucoides, Tillandsia flabellata, Tillandsia flexuosa, Tillandsia ionantha, Tillandsia juncea, Tillandsia meridionalis, Tillandsia pruinosa, Tillandsia recurvata, Tillandsia setacea, Tillandsia streptophylla, Tillandsia stricta, Tillandsia tectorum, Tillandsia tenuifolia, Tillandsia usneoides, Tillandsia utriculata, Tillandsia xerographica.

## Kuriosum
Sehr anregend wirkten Tillandsienarten in der Vergangenheit auf die Wissenschaft, die herausfinden wollte, wie die Pflanze überhaupt an ihre Nährstoffe kommt. Der französische Forscher Kervran meinte, herausgefunden zu haben, dass sie das nur durch biologische Elementumwandlungen schaffen könne, und er glaubte, diese seien nachgewiesen worden. Diese These ist aber nach heutigem Stand der Wissenschaft nicht mehr haltbar.

## Weitere Bilder

Graue Tillandsie Tillandsia usneoides: wird im Deutschen als „Louisianamoos“ oder „Spanisches Moos“ und im Englischen als „Spanish Moss“ bezeichnet. Hat die Wuchsform einer Bartflechte (daher auch der Artname). Wurde als Verpackungsmaterial verwendet.
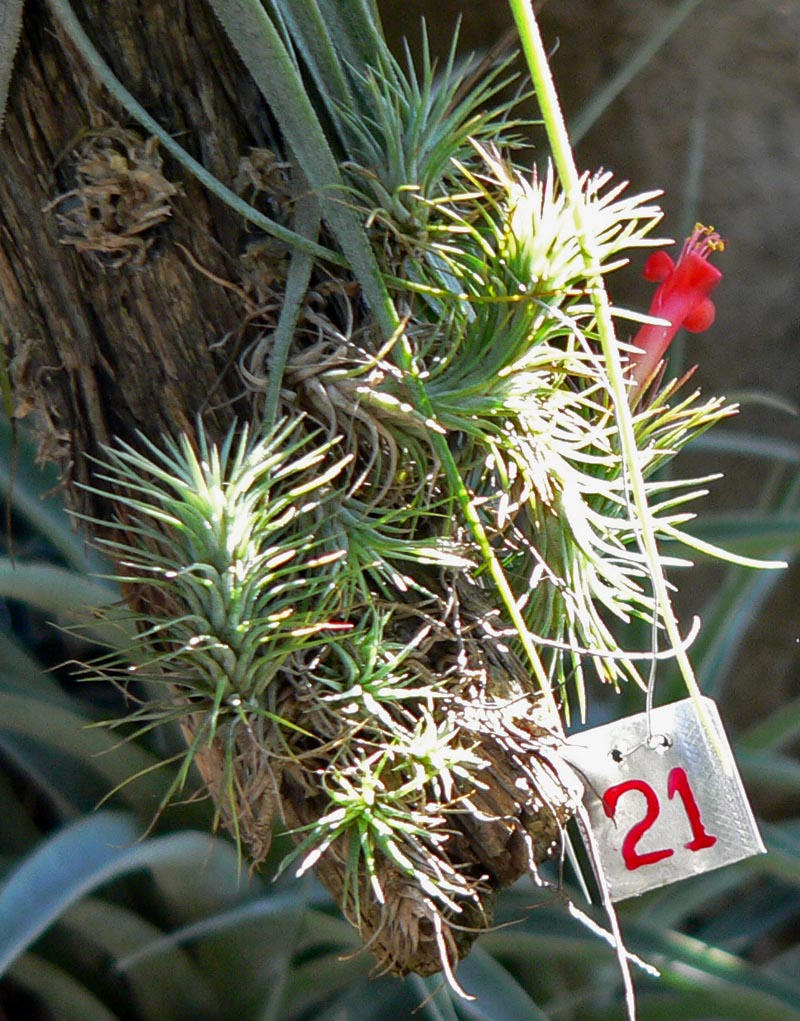
Graue Tillandsie Tillandsia funckiana: Nicht sehr häufig kommt es bei Bromelien-Arten vor, dass sie ein Stämmchen bilden, also caulescent sind, auch relativ selten bei Bromilien-Arten ist eine solch leuchtend rote Blütenfarbe. Es wirkt so, als sei bei dieser Art kein Blütenstand vorhanden, aber er ist nur stark verkürzt und ein- oder selten zweiblütig.
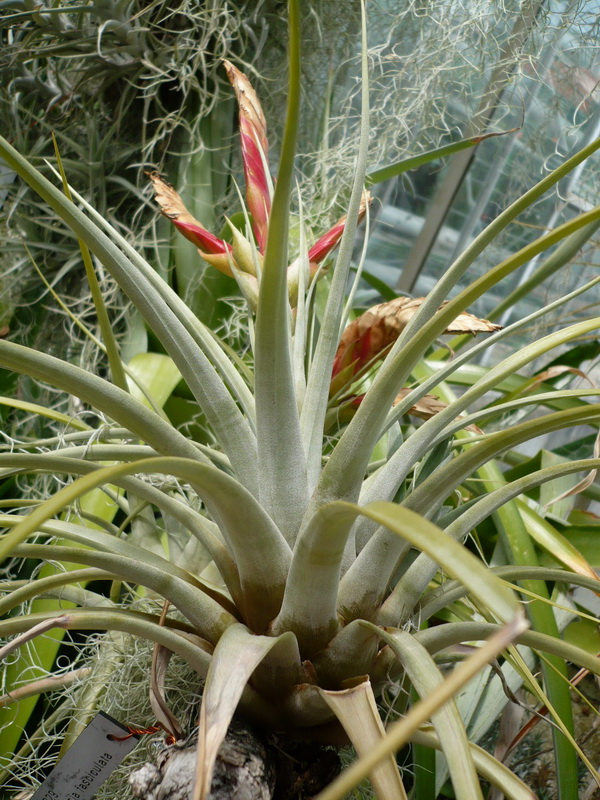
Graue Tillandsie Tillandsia fasciculata.
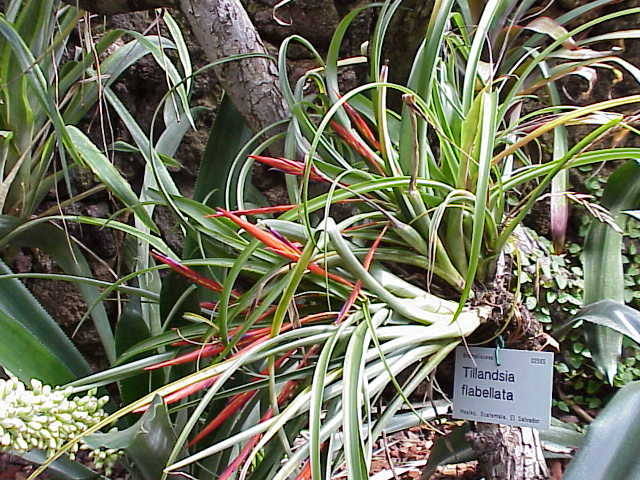
Grüne Tillandsie Tillandsia flabellata im Gewächshaus.